# フランソワ・ホーハート
フランソワ・ホーハート（Francois Hougaard、1988年4月6日 - ）は、プレミアシップサラセンズに所属するラグビー選手。

## プロフィール
- 南アフリカ・パール出身。
- ポジションはスクラムハーフ(SH)、ウィング(WTB)。
- 身長 180cm、体重 90kg
- 南アフリカ代表キャップは46（2020年9月現在）でラグビーワールドカップ2011の南アフリカ代表に選ばれた[1]。
- リオ五輪の7人制南アフリカ代表控えメンバーに選ばれた[2]。

## 略歴
ウェスタン・プロヴィンス、ブルー・ブルズ、ブルズを経て、2015年、キヤノンイーグルスに加入予定だったが国内リーグへの出場を優先するため、選手登録を見送った。
2016年、ウスター・ウォリアーズに加入。
2021年、ワスプスに加入。
翌2022年12月、ワスプス破産による活動休止に伴い、サラセンズに3か月の短期契約で加入。

## 受賞歴
- IRPA年間ベストトライ賞:2014年[7]